# Charles Rennie Mackintosh
Charles Rennie Mackintosh (Glasgow, 7 de junho de 1868 — Londres, 10 de dezembro de 1928) foi um arquitecto e designer escocês, que se baseou na tradição escocesa, juntando elementos de inspiração japonesa e de Art Nouveau.

## Biografia
Sua vida foi baseada nas obras de Morris, Voysey, Ashbee, Macmurdo, que influenciaram os movimentos de vanguarda do continente, enquanto as experiências de Victor Horta, Van de Velde e dos vienenses eram acolhidas na Inglaterra com certa desconfiança e dificuldade, e freqüentemente  julgadas com severidade por serem por demais estetizantes, outros artistas baseavam-se no que chamamos de Art Nouveau para sobreviverem.
Sua notoriedade é alcançada, em um primeiro momento, quando um grupo de pintores chamado de os Glasgow Boys, composto por J. Guthrie, J. Lavery, E. A. Walton, expuseram suas obras em Londres, em 1890.
Poucos anos mais tarde, no seio da Escola de Arte de Glasgow, forma-se um grupo de artistas com interesses mais amplos, arquitetos, pintores, decoradores, que compreende, entre outros, G. Walton, irmão do pintor, Charles Rennie Mackintosh, H. Macnair, e as irmãs Macdonald e T. Morris, Mackintosh, Macnair sendo que as duas Macdonalds, que depois se tornam as suas respectivas esposas, são conhecidos também como “ Os Quatros” e freqüentemente trabalhavam em conjunto.
Charles Rennie Mackintosh, o mais inteligente deles, é contratado em 1890 como desenhista na firma de arquitetura Honeyman & Keppie; quatro anos mais tarde, torna-se sócio da mesma e ali trabalha ate 1913; enquanto isso “Os Quatro” expõem em Londres na mostra de Arts and Crafts de 1896 e Mackintosh consegue em 1897 os primeiros encargos importantes como projetista independente : a nova Escola de Arte de Glasgow, construída entre 1898 e 1899, e ampliada de 1907 a 1909, e os primeiros salões de chá para a senhorita Cranston.
Nessas obras, Mackintosh oferece uma interpretação nova e fascinante do repertório Art Nouveau: arabescos lineares das decorações à Beardsley são usados como meio para a qualificação espacial dos ambientes; um relacionamento novo, mais direto, é estabelecido entre a ossatura mural, freqüentemente maciça e disposta em ângulo reto, e  os acréscimos em madeira ou em metal, dobrados com uma fantasia gráfica encantadora.

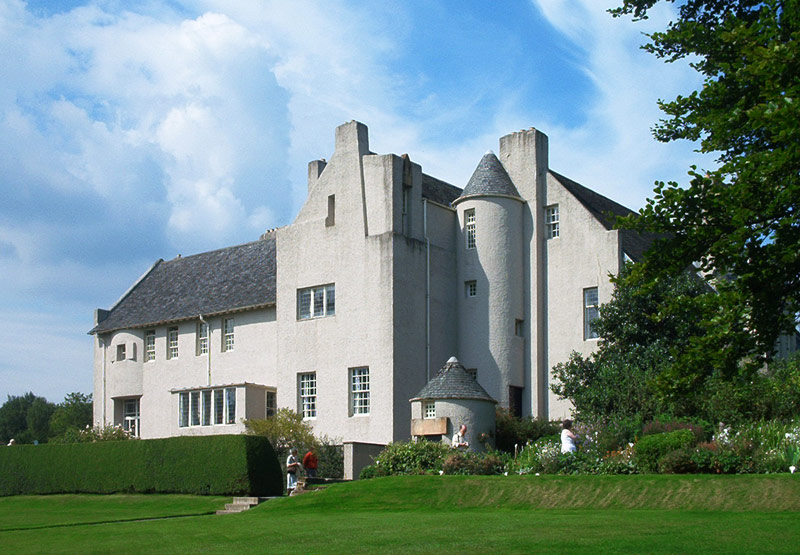
Hill House

Logo depois, expondo seus móveis na Secessão de Viena em 1900 e na Exposição Internacional de Turim, em 1901, Mackintosh adquire subitamente fama europeia. Em 1901, o editor alemão A. Koch organiza um concurso para o projeto de uma casa para um amante da arte que é vencido por Baillie Scott, mas os desenhos de Mackintosh, publicados juntamente com os demais, em 1902, são os mais discutidos e comentados. Nesse ínterim, ele constrói duas vilas nos arredores de Glasgow, uma das quais, chamada Hill House, tendo sido conservada com uma boa parte dos móveis e objetos, é o principal documento do gosto de Mackintosh na decoração doméstica, uma vez que quase todas as suas outras arrumações foram dispersadas.
O mobiliário criado para a Hill House perdura como um clássico do design de móveis, sendo a Mackintosh Hillhouse Chair uma de suas cadeiras mais conhecidas.

## Charles Rennie Mackintosh e a Escola de Glasgow, 1896 - 1916

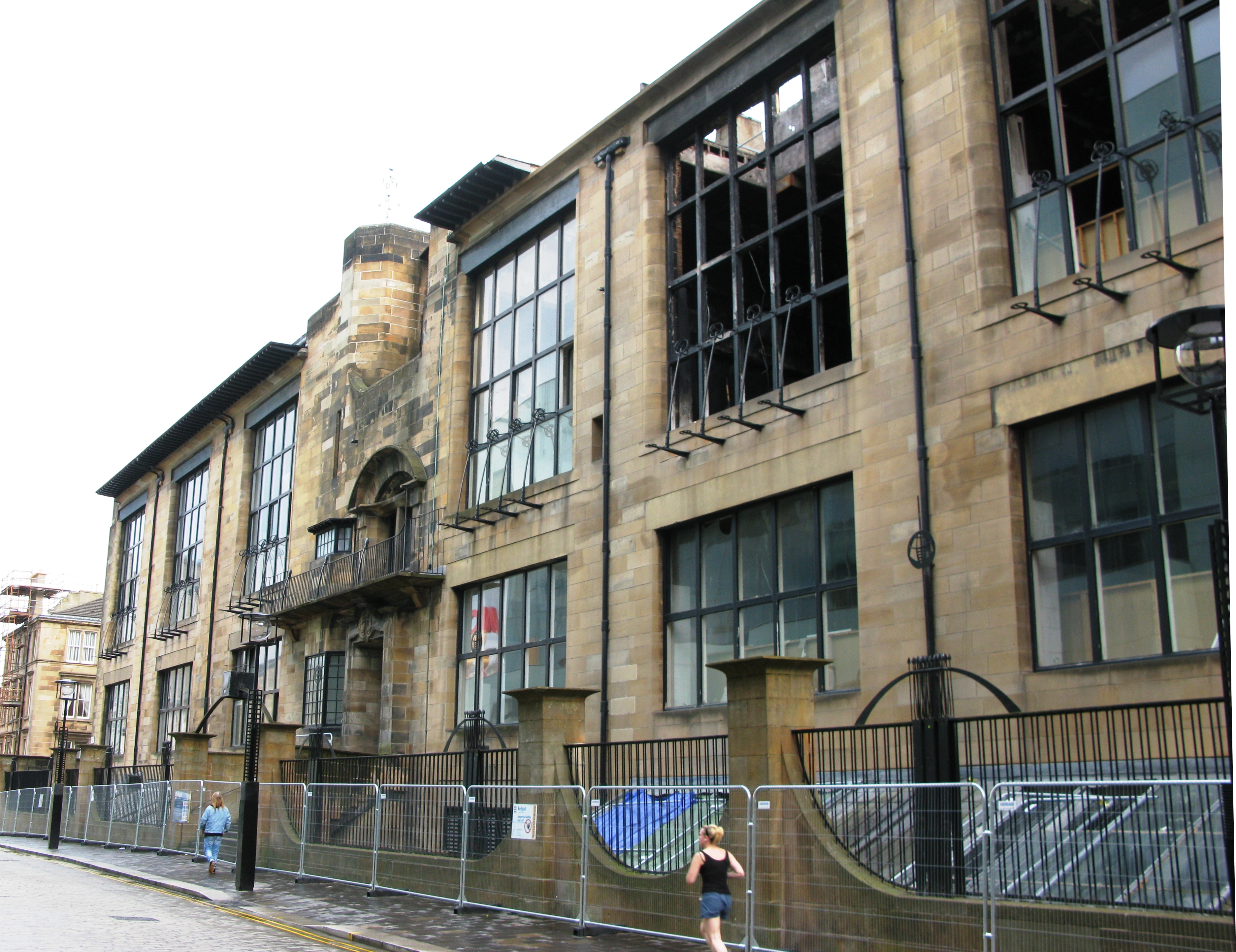
Escola de arte de Glasgow

Por volta de 1905, Charles Rennie Mackintosh e sua esposa, Margareth Macdonald, já se haviam tornado internacionalmente famosos. Na Inglaterra chegaram a notoriedade em 1896, quando Hebert Mcnair e Frances Macdonald, irmã de Margaret, como “Os Quatro de Glasgow, e expuseram seus primeiros trabalhos na mostra da London Arts and Crafts Exhibition Society. O impacto provocado por sua obra nessa ocasião foi tão grande que, apesar da desaprovação oficial de Walter Crane, eles foram entusiasticamente aclamados como a Escola do Assombro por Gleeson White, redator- chefe de The Studio. Esse sucesso repentino, precedido por uma exposição de sua obra da fase estudantil em Liége, em 1896, do projeto de Mackintosh para a nova Escola de Arte de Glasgow, cujas obras se iniciaram no ano seguinte.
Os Quatro vinham fazendo peças de mobiliário desde 1894, razão pela qual o artigo de Gleeson White, em The Studio, 1897, pode ilustrar, além de seu trabalho gráfico, placas de metal em relevo batido a martelo, espelhos, castiçais e relógios criados pelas irmãs Macdonald, e armários e escrivaninhas desenhados por Mcnair e Mackintosh. Em tudo isso, Os Quatro tinham desenvolvido uma sensibilidade que, para White, era a expressão de um "paganismo quase maligno", um estilo que extraia seu modo linear da obra gráfica de William Blake, Audrey Beardsley e Jan Toorop, e seu sentimento, parte nacionalista e parte simbolista, de antigos motivos câmbricos de origem celta e de nomes provenientes das obras místicas de Maurice Maeterlinck e  Dante Gabriel Rossetti.

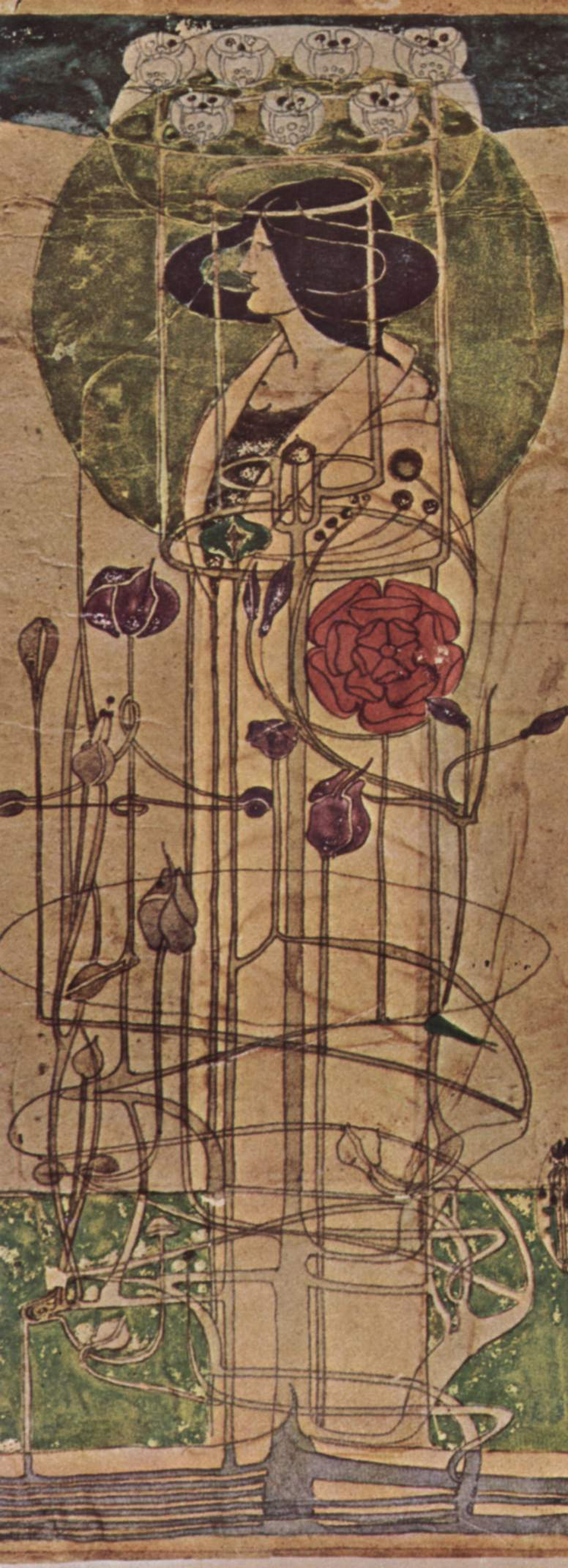
Charles Rennie Mackintosh.

A arquitetura de Mackintosh também tinha origens um pouco menos exóticas. Por intermédio de sua formação na corrente do Neogótico, ele adquirira uma afinidade natural com uma sólida abordagem artesanal dos edifícios. Como Philip  Webb, seus precursores arquitetônicos foram os neogóticos de meados do século, homens como Butterfield e Street. Isto é bastante evidente nos primeiros momentos de sua obra eclesiástica, como a igreja escocesa de Queen’s Cross, em Glasgow, 1897.Em sua obra secular, porém, ele conseguiu misturar impulso neogótico com uma abordagem mais direta, em parte proveniente de Voysey e em parte da tradição baronial escocesa, os chalés de James Maclaren Fortingall, construídos em 1892. Suas primeiras e ultimas manifestações nessa maneira estão incorporadas na realização gradual da Escola de Artes de Glasgow, Escócia.
Ao longo da evolução de Mackintosh, única e extremamente influente, a obra Architecture, Mysticism and Myth, Arquitetura, misticismo e mito, de Lethaby, 1892, viria a ter a importante função de um catecismo, não só por revelar a base metafísica universal de todo o simbolismo arquitetônico, mas também porque, por ser proveniente das mãos de Lethaby, estendeu uma ponte entre o "desprendimento do mundo" do misticismo celta e o movimento Arts and Crafts, mais pragmático em sua abordagem da criação da forma. A propósito deste último, Mackintosh adotou a linha "ruskiniana" tradicional e defendia o ponto de vista segundo o qual os materiais modernos, como o ferro e o vidro, "jamais tomarão merecidamente o lugar da pedra por causa desse defeito, a ausência de massa".
Não haveria ausência de massa na Escola de Arte de Glasgow, que foi construída com um granito cinzento local em três de seus lados, e com tijolo rebocado no quarto. Contudo, apesar do respeito confesso de Mackintosh pela cantaria, o vidro e o ferro estiveram presentes em abundância nos amplos estúdios voltados para o norte, que ocupam toda a extensão da fachada principal. Ao mesmo tempo, de um ponto de vista técnico, Mackintosh, como seu contemporâneo norte – americano Frank Lloyd Wright, fez todos esforços possíveis para incorporar sistemas de controle ambiental engenhosos e modernos, como o sistema ainda eficaz de calefação e ventilação através de ductos, usado na escola desde o início.

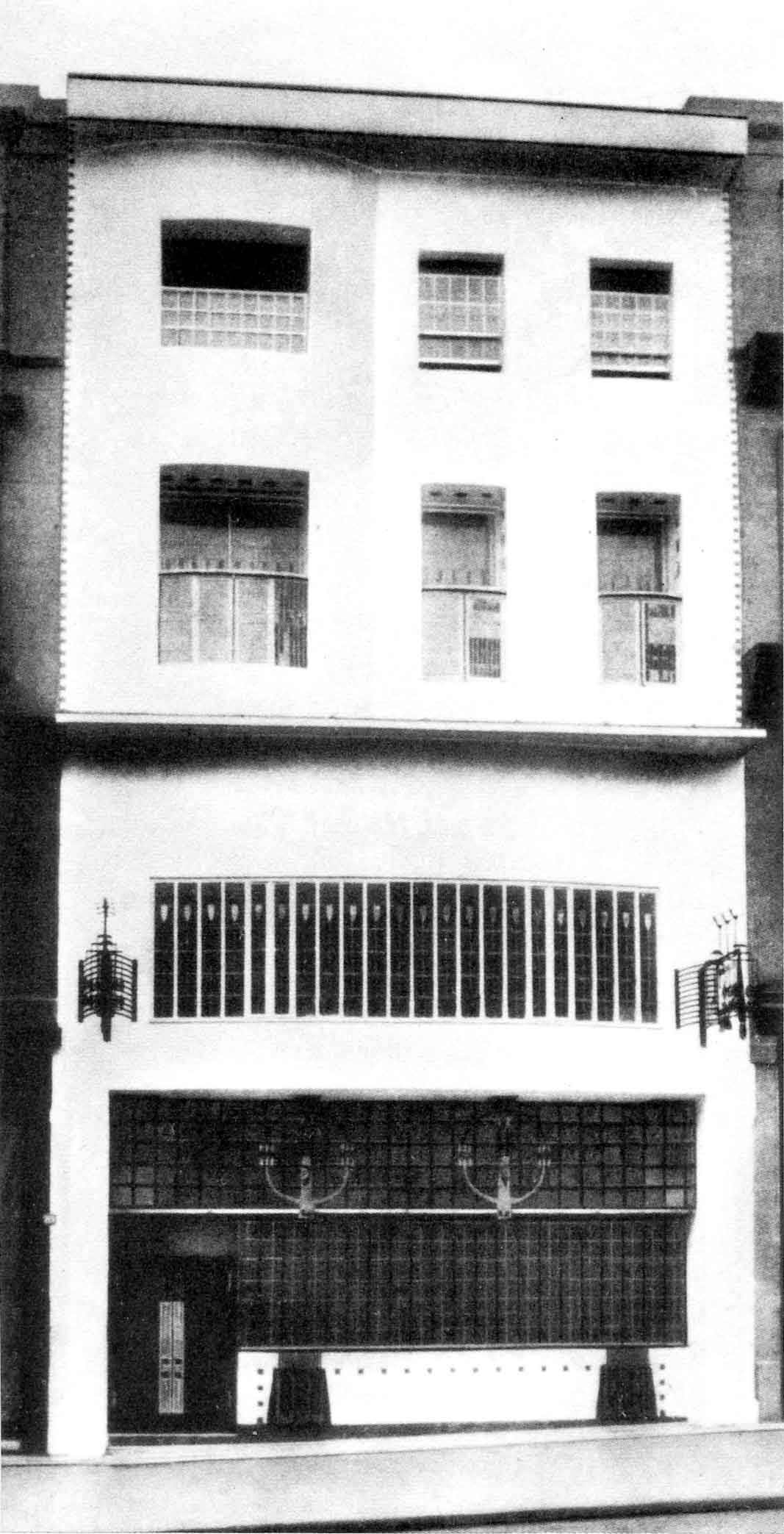
Willow Tea Rooms, por volta de 1904.

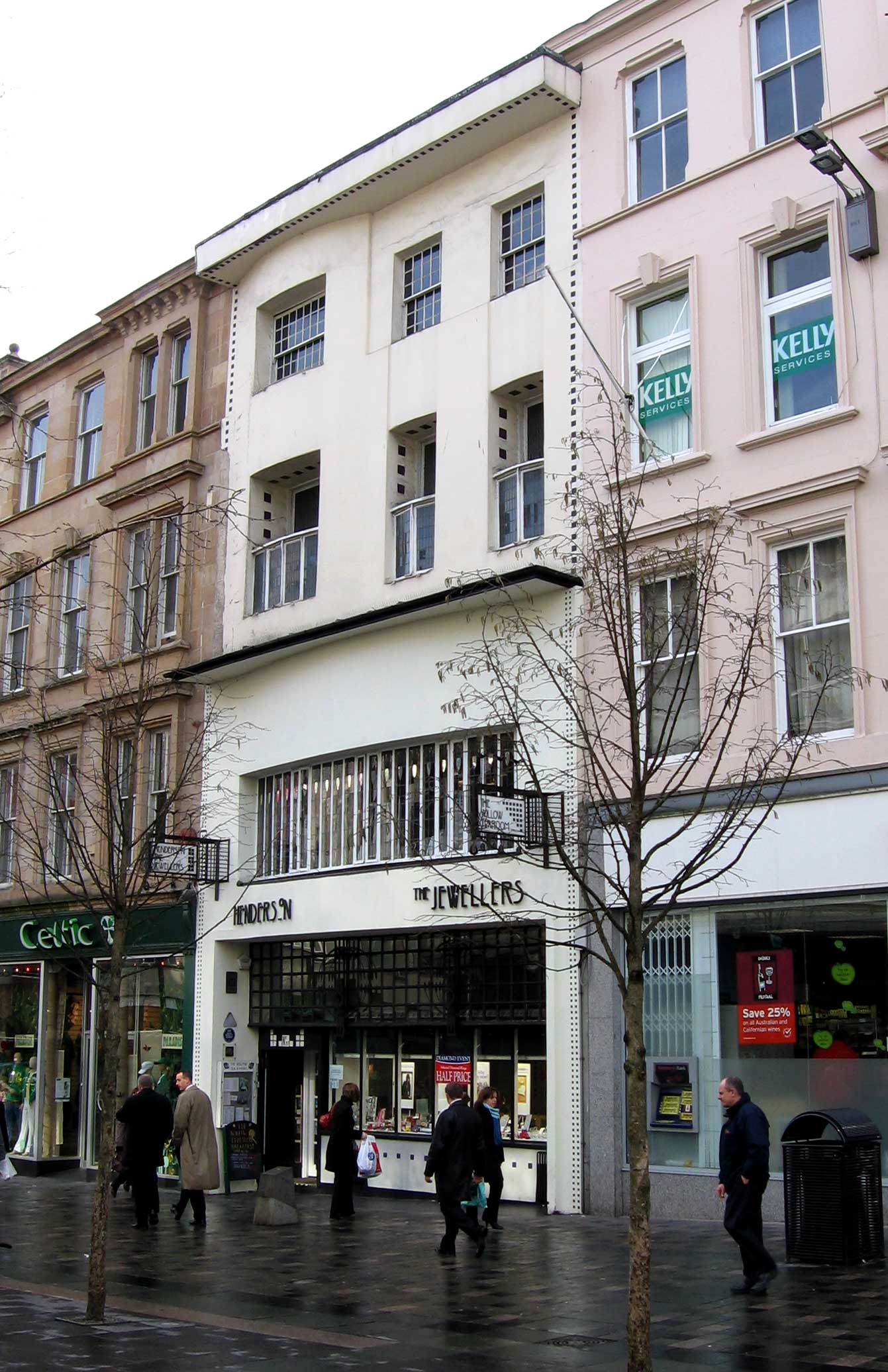
Willow Tea Rooms, 2006.

Seguindo a tradição do Neogótico, Mackintosh projetou o corpo principal da Escola como um invólucro de ajustagem folgada, com o volume do espaço a ser ocupado pelos estúdios dispostos em quatro andares. Essa massa, cuja leitura realmente permite que a vejamos como dois pavimentos ao longo de toda a fachada, foi complementada por elementos auxiliares ( como a biblioteca e o museu ) situados nas laterais, no centro e na parte superior. O resultado foi uma planta em forma de E com uma elevação principal excentricamente contrabalançada, em que deslocamentos sutis tanto da entrada principal quanto das balaustradas do átrio engedram, ao mesmo tempo, leituras simétricas e assimétricas. Os oitões das fachadas leste e oeste, que descem abruptamente para a parte posterior do local, foram deixados em parte sem decoração ou aberturas para que expressassem a profundidade do espaço dos estúdios. Com a ajuda de remates, frontões, torreões projetados e janelas entalhadas, esta assimetria inerente confere à fachada leste uma característica abertamente Neogótica, que teria sido repetida na fachada oeste se Mackintosh não houvesse alterado radicalmente a concepção do segundo estágio em 1906. Do modo como foi concluída, essa fachada oeste representa Mackintosh no auge de seu potencial. Em nenhuma outra obra ele foi capaz de alcançar tamanha autoridade e grandeza. Seus três balcões envidraçados verticais, com sua fenestragem quadriculada, servem dramaticamente para iluminar e expressar o volume acolhedor da biblioteca e seu andar superior adjacente.
Construída em dois estágios, a Escola de Arte é um registro do desenvolvimento estilístico de Mackintosh de 1896 a 1909. A diferença entre o hall de entrada à maneira de Voysey, a escadaria do primeiro estágio e a biblioteca de altura dupla do estágio final, sem duvida influenciada por Norman Shaw, refletem toda a gama de seu desenvolvimento de sua carreira. Em poucos anos, ele cristalizara plenamente aquela sinuosa sintaxe aquitetônica que usara pela primeira vez em grande escala no projeto dos Willow Tea Rooms, Glasgow, em 1904. Em contraste com aqueles interiores brancos e flexíveis, a biblioteca da Escola de Arte é austera, geométrica e executada em madeira escura por toda parte. Há uma qualidade quase japonesa em sua articulação estrutural. Deve ser vista como uma obra de transição, a meio caminho entre o período Art Nouveau de Mackintosh  e a maneira posterior, moderna, que caracteriza suas obras finais para Basset- Lowke.
O período breve e brilhante, violeta e prata, de ornamentação orgânica contrastada com superfícies brancas lisas, geralmente visto como a pedra de toque do estilo Mackintosh e como tal louvado por Kalas em 1905, atingiu sua maturidade na virada do século. Já estava plenamente desenvolvido no mobiliário e no décor do apartamento de Mackintosh em Glasgow, projetado em 1900. Voltou a ser elaborado na seção escocesa da Exposição da Secessão Vienense do mesmo ano, e na sala de música construída para Frtz WärndorfeR em Viena, em 1902.
Como estética plenamente integrada, tanto interna quanto externamente, alcançou sua apoteose nos Willow Tea Rooms, concluídos dois anos depois da sala de Wärndorfer.

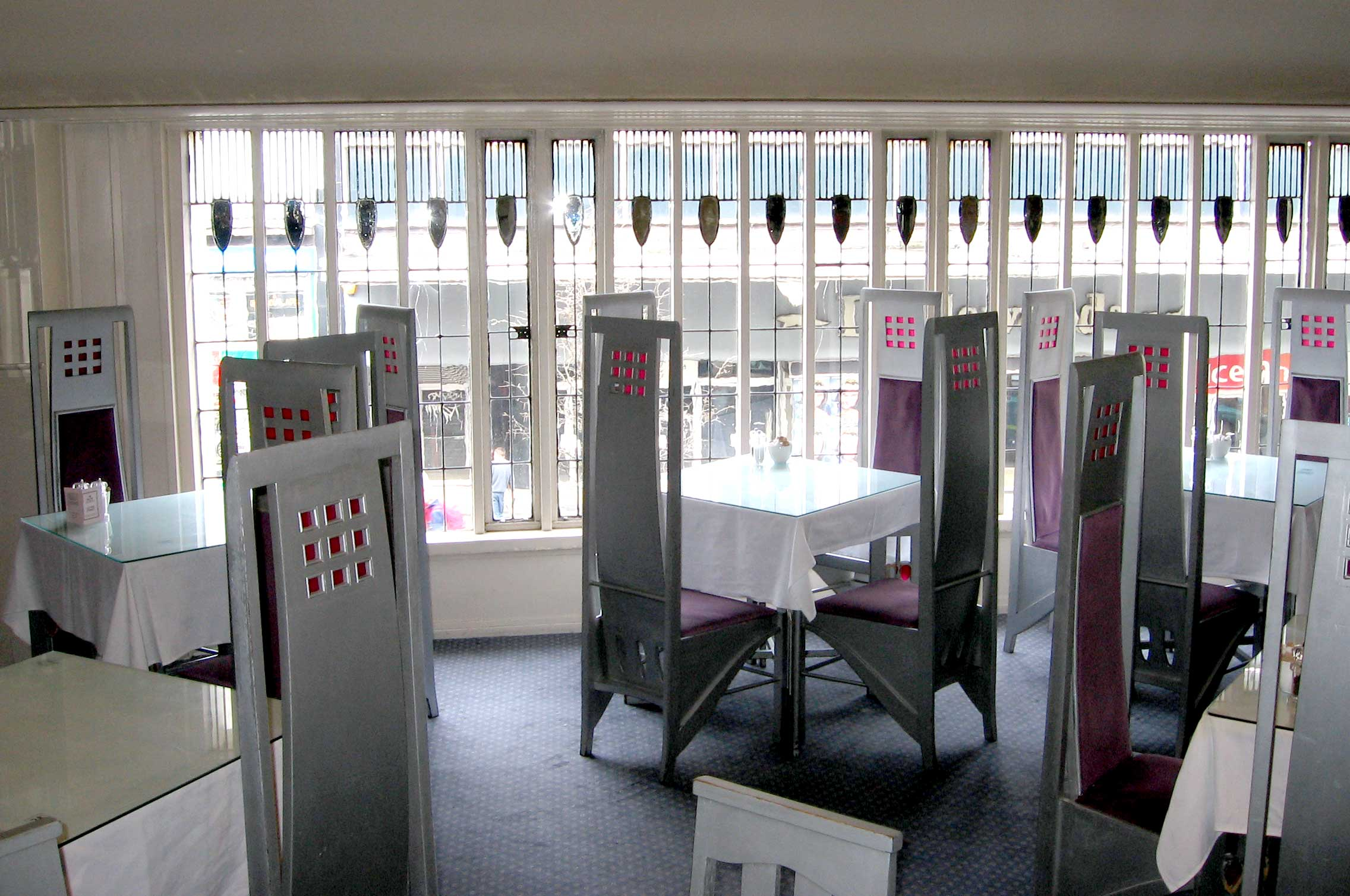
Willow Tea Rooms, interior.

Externamente, a fachada branca dos Willow Tea Rooms, sóbria mas modulada, era do mesmo gênero dos projetos residenciais feitos por Mackintosh na virada do século, dos quais evocavam o estilo Voysey, ou das duas casas rebocadas, quase baroniais, que ele realizou em Kilmacolm e Helensburgh entre 1899 e 1903. Como escreveu Robert Macleod, "essas casas eram uma expressão de inépcia consciente e de uma atitude antiornamental que tinha por principais representantes históricos William Butterfield e Philip Webb". A perversa tentativa de Mackintosh de fundir o ornamental com o canhestro nem sempre foi bem-sucedida, e as casas parecem um tanto caóticas e não resolvidas quando comparadas com a magnífica e extremamente influente Haus eines Kunstfreundes, que Mackintosh projetou para participar do concurso limitado organizado em Darmstadt por Alexander Kock, em 1901.
A Casa para um Amante da Arte, não realizada, e a Escola de Arte de Glasgow representam a contribuição essencial de Mackintosh  para a corrente principal da arquitetura do século XX. Na casa, ele criou uma obra que muito além das coerções do modelo Voysey tradicional, revelando uma plasticidade formal de afinidades quase cubistas. A organização da casa ao redor de vários eixos compensatórios, e sua divisão em duas massas longitudinais principais que parecem estar a ponto de deslizar uma sobre a outra, resultou em uma composição tensa mas consolidada, e o enriquecimento de sua superfície ( de resto plana ) com janelas de proporções precisas e acentos eventuais de ornamentos em relevo sugere, de imediato, a forte influência que deve ter exercido sobre Josef Hoffmann, em particular quando se tem em mente seu projeto para Palais Stoclet de Bruxelas, em 1905. Seja como for, nada poderia estar mais distante da rusticidade do projeto vencedor, de autoria de Baillie Scott.
É irônico que Mackintosh tenha iniciado e terminado sua carreira como arquiteto independente com a Escola de Arte de Glasgow, sendo o período de 1897 a 1909 aquele em que se situam os anos efetivos de sua prática. Em 1914, os Mackintosh mudaram-se da Escócia para Inglaterra, onde Mackintosh, súbita e inexplicavelmente desestimulado como arquiteto, voltou-se para a pintura. Em 1916, porém, fez um breve retorno com a brilhante remodelagem de uma pequena casa com terraço para W. J. Basset-Lowke, número 78, Derngate, em Northampton. Ricos e abstratos, os interiores são iguais a qualquer obra continental da mesma data. O mobiliário de quarto, simples e geométrico, e a decoração gráfica com listras, que une as camas separadas, eram bem avançados para a sua época, tendo em vista que anteciparam os dispositivos espaciais e plásticos que seriam usados pela vanguarda continental depois da Primeira Guerra Mundial (De Stijl, Art Déco, etc.). Durante a guerra, Mackintosh desenhou relógios, móveis e pôsters para Basset-Lowke, mas até mesmo esse patrocínio foi retirado em 1918.
Depois de 1913, rejeitado na Escócia, tendo-se transferido para Londres e isolado na Inglaterra, Mackintosh não conseguia sustentar nem os valores do início de sua vida nem o impulso criador de sua carreira anterior à guerra. A última década de sua vida foi de declínio progressivo, e neste, em 1925, a entrega ao arquiteto alemão Peter Behrens do projeto de uma nova casa para Basset-Lowke não foi senão o golpe definitivo.  Ele não consegue mais encomendas de arquitetura e morre em 1928 na miséria. Era um destino trágico para alguém que, como escreveu P. Morton Shand, "foi o primeiro arquiteto britânico, desde Robert Adam, a consolidar um nome no exterior, e o único a tornar-se o ponto de convergência de uma escola continental de design".